# William Rockefeller

William A. Rockefeller

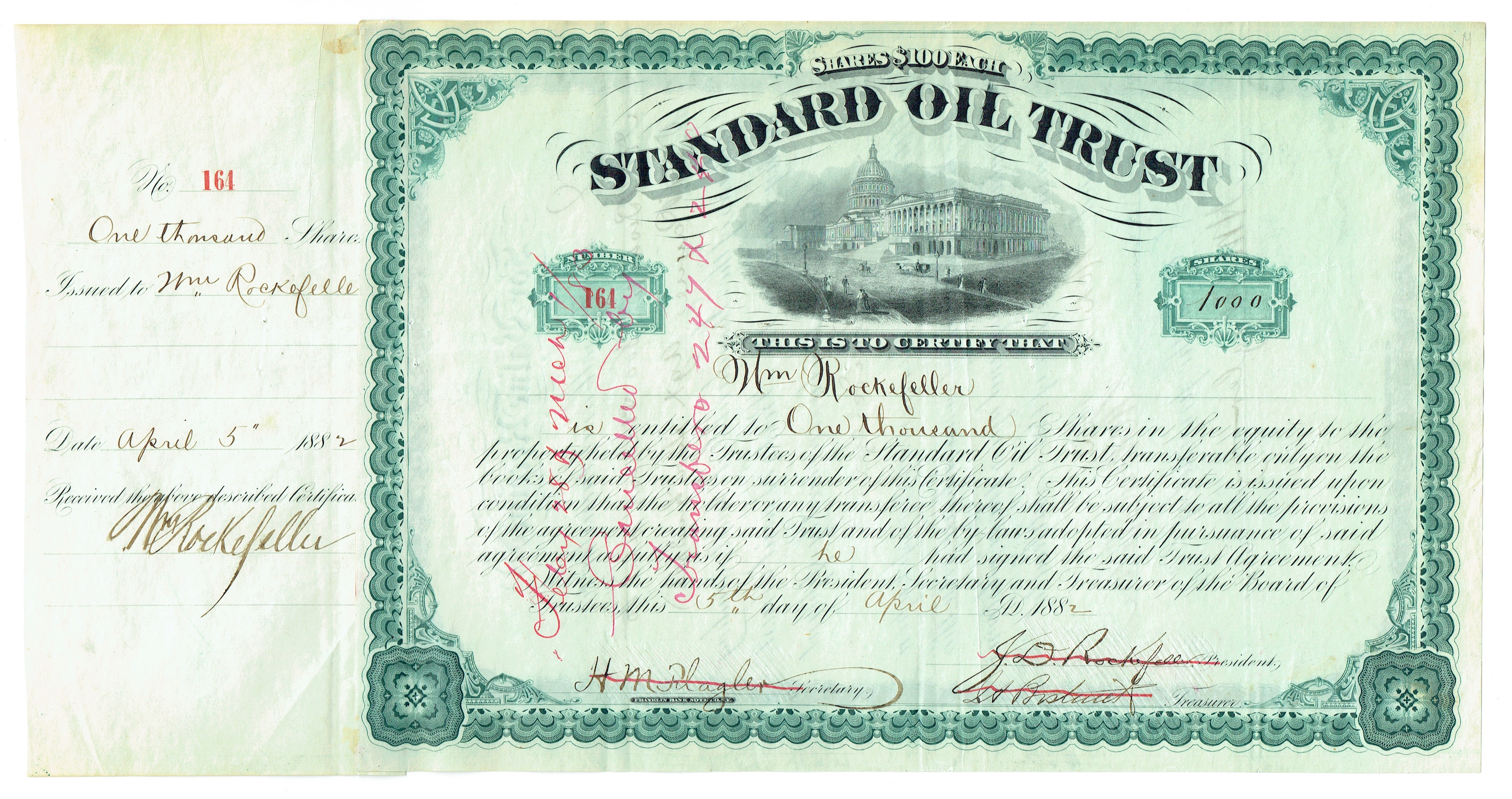
Aktie des Standard Oil Trust vom 5. April 1882, ausgestellt auf William Rockefeller

William Rockefeller (* 31. Mai 1841; † 24. Juni 1922) war einer der erfolgreichsten amerikanischen Wirtschaftsmagnaten.

## Leben
Ab 1866 war William Geschäftspartner seines Bruders John D. Rockefeller, den er schon zuvor beim Aufbau seines Standard-Oil-Imperiums unterstützt hatte. Bei der Unternehmensgründung von Standard-Oil im Jahr 1870 besaß er 13 % des Unternehmens. Da er in den folgenden Jahren Teile seiner Aktien verkaufte und sich an Kapitalerhöhungen nicht beteiligte, sank sein Anteil im Laufe der Zeit auf 4 %.
Von 1882 bis 1891 leitete William Rockefeller die Standard Oil of NY (Socony), aus der sich in der Folge der Konzern Mobil Oil entwickelte.
Nach 1911, als der Standard-Oil-Trust erzwungenermaßen aufgelöst wurde, zog sich William Rockefeller aus den Leitungspositionen in den Gesellschaften zurück und verkaufte einen Großteil seiner Anteile an John D. Rockefeller. Seine Gewinne investierte er in Grundbesitz, Immobilien und Eisenbahnen.
Einen weiteren Schwerpunkt seiner geschäftlichen Tätigkeiten hatte William Rockefeller bei der National City Bank, an welcher er beteiligt war. Er kontrollierte diese Bank gemeinsam mit der Familie Stillman. Später entwickelte sich aus der National City Bank die heutige Citibank.
Außerdem gilt William Rockefeller als einer der Mitbegründer des amerikanischen Metallgiganten Amalgamated Copper.
Insgesamt saß William Rockefeller im Vorstand von 35 Gesellschaften.
Am 24. Juni 1922 starb Rockefeller im Alter von 81 Jahren.
Nach Angaben des American Heritage Magazine/Forbes Magazin 1998 war William Rockefeller der 38.-reichste Amerikaner aller Zeiten.

## William Rockefellers Nachkommen und Erben
- William Avery Rockefeller, Jr. (1841–1922)
  - Lewis Edward Rockefeller (1865–1866)
  - Emma Rockefeller McAlpin (1868–1934)
  - William Goodsell Rockefeller (1870–1922)
    - William Avery Rockefeller II (8. August 1896 – 14. Oktober 1973)
    - Godfrey Stillman Rockefeller (1. Mai 1899 – 23. Februar 1983)
    - James Stillman Rockefeller (8. Juni 1902 – 10. August 2004)
    - John Sterling Rockefeller (28. Oktober 1904 – 10. Mai 1988)
    - Almira Geraldine Rockefeller (28. Dezember 1907 – 1997)

  - John Davison Rockefeller, Jr. (1872–1877) (nicht zu verwechseln mit John D. Rockefeller, Jr., 1874–1960)
  - Percy Avery Rockefeller (1878–1934)
    - Isabel Rockefeller Lincoln (1902–1980)
    - Avery B Rockefeller (1903–1986)
    - Winifred Rockefeller Emeny (1904–1951)
    - Faith Rockefeller Model (1909–1960)
    - Gladys Rockefeller Underhill (1910–1988)

  - Ethel Geraldine Rockefeller Dodge (1882–1973)

Avery Rockefeller (1924–1979)